# Міген Ней
Міген Ней (англ. Meagen Nay, 5 жовтня 1988) — австралійська плавчиня.
Учасниця Олімпійських Ігор 2008, 2012 років.
Призерка Чемпіонату світу з водних видів спорту 2009 року.
Призерка Пантихоокеанського чемпіонату з плавання 2010 року.
Переможниця Ігор Співдружності 2010 року.